# Kaori Kawanaka
Kaori Kawanaka (Japans: 川中 香緒里, Kawanaka Kaori) (Kotoura (Prefectuur Tottori), 3 augustus 1991) is een Japans boogschutster.

## Carrière
Kawanaka nam deel in 2012 en 2016 deel aan de Olympische Spelen; in 2012 won ze met de Japanse ploeg brons in de teamcompetitie. Ze won tal van medailles in andere competities en werd wereldkampioen met de Japanse ploeg in 2016 indoor.

## Erelijst

### Olympische Spelen
- 2012:  Londen (team)

### Wereldkampioenschap
- 2016:  Ankara (indoor, team)

### Aziatische Spelen
- 2014:  Incheon (team)
- 2018:  Jakarta (team)

### Aziatisch kampioenschap
- 2011:  Teheran (team)
- 2013:  Taipei (team)

### World Cup
- 2011:  Shanghai (gemengd)
- 2013:  Antalya (team)
- 2015:  Shanghai (gemengd)
- 2015:  Antalya (gemengd)
- 2015:  Antalya (team)
- 2015:  Medellín (gemengd)
- 2016:  Medellín (gemengd)